# 祥寺はるか
祥寺 はるか（しょうじ はるか）は、日本の漫画家。女性。成人向け作品等ではHシーンの絵コンテをNYAが分担しており、2人のユニットとしてNYANの名義でも活動している。本稿では両者について記す。

## 経歴
1993年、COMIC CANDY TIME5月号にてNYANとして成人向け漫画家デビュー。1995年、フレッシュガンガンにて祥寺はるかが一般向け漫画家としてデビュー。デビュー以前は祥くれす（または祥クレス）名義で同人活動をしていた。
防衛医科大学校高等看護学院出身で、看護師の勤務経験があり、実話系の雑誌にてその体験談を漫画にしている。

## 作品リスト

### 漫画

#### 祥寺はるか
- ぼくらの推理ノートシリーズ（月刊少年ギャグ王、原作：夏緑）
  - 続 少年探偵彼方 ぼくらの推理ノート（全5巻）
  - ぼくらの推理ノート 聖クラリス探偵団（全2巻）
- 風水学園（月刊コミックアライブ、原作：夏緑、全1巻）
- 僕の彼女は同人腐女子（まんが4コマKINGSぱれっと、全1巻）
- メイド式@株支援moemoe萌株（静葉編20ページ）
- おしゅらばの森へようこそ（みんなのコミック[2]）
- 他、一迅社のゲーム系アンソロジー

#### NYAN
- 巫女様HELP!
- お手あてしましょ♥
- CLUBなんでも屋さん。
- ピュア・ロード
- 乙女心
- from ハピネス
- みずいろ♥ぴんく
- 病院のないしょ（不定期連載、全3巻[3]）
- 看護学生のないしょ（連載終了[4]、全5巻[3]）
- となりの育児くん。（連載終了、全3巻）

### イラストレーション
- TIME TRIPPER（小説：中原涼、挿絵担当）
- HAPPYの魔法111（表紙や挿絵など）